# El balneari de Battle Creek
 El balneari de Battle Creek  (títol original en anglès The Road to Wellville) és una  pel·lícula estatunidenca dirigida per Alan Parker estrenada el 1994 i doblada al català. Està basada en la novel·la Road to Wellville de T. Coraghessan Boyle.

## Argument
Al començament del segle xx, el doctor John Harvey Kellogg, germà del Will Keith Kellogg (fundador de la Kellogg Company), inventa la mantega de cacauet, els corn flakes, la manta tèrmica, així com els règims aprimadors. Els mètodes "revolucionaris" del doctor atrauen nombrosos pacients al seu sanatori de Battle Creek, a la vegada Hotel de gran luxe i Centre de Salut. Tothom no pensa més que en una cosa: confiar els seus problemes al doctor tan benèvol. És justament el cas d'Eleanor Lightbody, jove dona casada que no veu més que en les cures prodigades pel doctor, el millor mitjà de salvar la seva parella a la vora de la ruptura.

## Repartiment
- Anthony Hopkins: Dr. John Harvey Kellogg
- Matthew Broderick: William Lightbody
- Bridget Fonda: Eleanor Lightbody
- Dana Carvey: George Kellogg
- John Cusack: Charles Ossinning
- Camryn Manheim: Virginia Cranehill
- Lara Flynn Boyle: Ida Muntz
- Colm Meaney: Dr. Lionel Badger
- John Neville: Endymion Hart-Jones